# Tanita Tikaram
Tanita Tikaram (Münster, Alemania Occidental, 12 de agosto de 1969) es una cantante y compositora británica de origen alemán cuyo estilo musical mezcla el pop y el folk.

## Biografía
Su madre es de Malasia y su padre, funcionario del ejército británico, de Fiyi (con raíces indias). La familia se trasladó desde Alemania Occidental a Gran Bretaña cuando Tanita tenía 12 años. Desde muy joven, Tanita cantaba en clubes londinenses hasta que la descubrió un responsable de WEA Records. Gracias a él, Tanita firmó un contrato con el que grabó su primer disco, Ancient Heart, en 1988, con 19 años. El disco fue producido por Rod Argent y Peter van Hooke. Los sencillos Good Tradition y Twist In My Sobriety tuvieron éxito en Europa.
En 1990 lanzó su segundo disco The Sweet Keeper, que alcanzó puestos altos en las listas de éxitos en Europa, pero sin alcanzar al primero. En 1991 editó su tercer álbum, Everybody's Angel, donde por primera vez es coproductora. En su primer sencillo, Only The Ones We Love cuenta con la colaboración en coros de Jennifer Warnes. Este tercer álbum tuvo poca repercusión, y desaparece rápidamente de las listas de éxitos.
En 1992 edita su cuarto álbum totalmente autoproducido, titulado Eleven Kinds Of Loneliness que pasó totalmente desapercibido y no llegó a alcanzar las listas de éxitos. Tras 3 años de retiro, Tikaram editó Lovers In The City, de nuevo con la colaboración de Jennifer Warnes en algunas canciones y producido por Thomas Newman. 
En 1996, Tikaram editó un álbum recopilatorio, tras lo cual terminó su contrato con el sello WEA.
En 1998, firmó por el sello independiente Mother Records, y editó su sexto álbum, The Cappuccino Songs, coproducido por Marco Sabiu, y de corte más Europop que sus anteriores álbumes. Tampoco con este trabajo consiguió más que una repercusión discreta, y tras finalizar la promoción del álbum, Tikaram se retiró del mundo de la música.
En 2005 retomó su carrera musical publicando el disco Sentimental, editado por el sello francés Naïve. El álbum contó con la colaboración de Nick Lowe en un par de temas. Después de un paréntesis de siete años, en 2012 lanzó su octavo álbum de estudio "Can't go back", en el que combina los estilos musicales country, soul y motown.
En el 2022 realizó una colaboración con la artista visual Sonia Boyce en la obra Feeling Her Way junto a Poppy Ajudha, Jacqui Dankworth, Sofia Jernberg y la compositora Errollyn Wallen invitadas a improvisar, interactuar y jugar con sus voces. Boyce fue galardonada con el León de Oro en la 59 Bienal de Venecia por esta obra.

## Discografía

### Álbumes
- Ancient Heart (1988) UK #3, U.S. #59
- The Sweet Keeper (1990) UK #3, U.S. #124
- Everybody's Angel (1991) UK #19, U.S. #142
- Eleven Kinds of Loneliness (1992)
- Lovers In The City (1995) UK #75
- The Best Of (1996) - Resumen de éxitos
- The Cappuccino Songs (1998) UK #69
- Sentimental (2005)
- Can't Go Back (2012)
- Closer to the People (2016)

### Singles
| Año  | Título                              | Puestos alcanzados | Puestos alcanzados | Álbum                      |
| Año  | Título                              | U.S. Modern Rock   | UK Singles Chart   | Álbum                      |
| 1988 | "Good Tradition"                    | -                  | #10                | Ancient Heart              |
| 1988 | "Twist in My Sobriety"              | #25                | #22                | Ancient Heart              |
| 1989 | "Cathedral Song"                    | -                  | #48                | Ancient Heart              |
| 1989 | "World Outside Your Window"         | -                  | #58                | Ancient Heart              |
| 1990 | "We Almost Got It Together"         | -                  | #52                | The Sweet Keeper           |
| 1990 | "Little Sister Leaving Town"        | -                  | #83                | The Sweet Keeper           |
| 1990 | "Thursday's Child"                  | -                  | -                  | The Sweet Keeper           |
| 1991 | "Only The Ones We Love"             | -                  | #69                | Everybody's Angel          |
| 1991 | "I Love The Heaven's Solo"          | -                  | -                  | Everybody's Angel          |
| 1992 | "You Make The Whole World Cry"      | -                  | -                  | Eleven Kinds Of Loneliness |
| 1995 | "I Might Be Crying"                 | -                  | #64                | Lovers In The City         |
| 1995 | "Wonderful Shadow"                  | -                  | #198               | Lovers In The City         |
| 1995 | "Yodelling Song"                    | -                  | -                  | Lovers In The City         |
| 1996 | "Twist In My Sobriety (remix)"      | -                  | #82                | The Best Of Tanita Tikaram |
| 1996 | "And I Think Of You - E penso a te" | -                  | -                  | The Best Of Tanita Tikaram |
| 1998 | "Stop Listening"                    | -                  | #67                | The Cappucino Songs        |
| 1998 | "I Don't Wanna Lose At Love"        | -                  | #73                | The Cappucino Songs        |
| 1998 | "If I Ever"                         | -                  | -                  | The Cappucino Songs        |